# Joseph Hughes (cầu thủ bóng đá)
Clifford Joseph Gwendy Hughes (27 tháng 6 năm 1891 – 1966) là một cầu thủ bóng đá thi đấu ở vị trí thủ môn cho Tufnell Park, South Weald, West Ham United, Bolton Wanderers và Charlton Athletic.

## Sự nghiệp câu lạc bộ
Sau thời gian tại Tufnell Park và South Weald, Hughes gia nhập West Ham United năm 1911 và có màn ra mắt trước kình địch Millwall trong chiến thắng 2-1 ngày 4 tháng 11 năm 1911. Hughes thi đấu hơn 100 trận trên mọi đấu trường cho West Ham trước khi đề nghị huấn luyện viên Syd King đưa ông vào danh sách chuyển nhượng sau khi chứng kiến khả năng của Ted Hufton trong đợt thử việc, King từ chối và bán Hughes cho Bolton Wanderers với mức giá 350 bảng Anh.
Sự nghiệp của Hughes bị gián đoạn vì Thế chiến thứ I bùng nổ, Hughes thi đấu cho Chelsea trong giai đoạn đó. Hughes gia nhập Charlton Athletic vào mùa hè năm 1921 khi câu lạc bộ lần đầu thi đấu ở Football League và có 19 lần ra sân. Sau khi rời Charlton, Hughes trải qua mùa giải 1922-23 season tại Clapton Orient và giải nghệ.